# John Seymour
Sir John Seymour (asi 1474 – 21. prosince 1536) byl anglický šlechtic a dvořan na dvoře tudorovských králů Jindřicha VII. a Jindřicha VIII. Byl otcem třetí manželky Jindřicha VIII. Jany Seymourové.

## Život
Pocházel z rodu Seymourů, který odvozoval svůj původ z dob Viléma Dobyvatele. Sídlil na zámku Wulfhall v hrabství Wiltshire. Za svoji účast na potlačení povstání v Cornwallu 1497 získal titul rytíře, působil v úřadu šerifa a smírčího soudce. Zúčastnil se obléhání města Thérouanne v rámci války ligy z Cambrai. Doprovázel Jindřicha VIII. na jednání s francouzským králem Františkem I. na Polích zlatého sukna roku 1520.
John Seymour měl se svou ženou Margery Wentworthovou devět dětí, mezi nimi i třetí manželku Jindřicha VIII. Janu Seymourovou.
Je pohřben v kostele Panny Marie ve vesnici Great Bedwyn.